# Bayonetta
Bayonetta (jap. ベヨネッタ, Beyonetta) ist ein von Platinum Games entwickeltes Action-Videospiel aus dem Hack-and-Slay-Genre, das von Sega für die Spielkonsolen Xbox 360 und PlayStation 3 veröffentlicht wurde. Es erschien erstmals am 29. Oktober 2009 in Japan. Die Veröffentlichung in Europa und den USA erfolgte im Januar 2010. Weltweit wurde es plattformübergreifend bis zum Februar 2010 mehr als 1,1 Millionen Mal verkauft. Am 24. Oktober 2014 erschien exklusiv für die Nintendo Wii U der Nachfolger Bayonetta 2, außerdem eine Wii-U-Fassung des ersten Teils. Am 11. April 2017 wurde unangekündigt eine PC-Version von Bayonetta auf Steam veröffentlicht. Bei den Game Awards 2017 in Los Angeles wurde das Spiel zusammen mit dem Nachfolger für die Nintendo Switch angekündigt und am 16. Februar 2018 veröffentlicht. Bayonetta ist hierbei nur als Download Code vorhanden.

## Spielmechanik
Bayonetta ist ein Einzelspieler-Third-Person-Actionspiel. Das Kampfsystem ist ähnlich wie das des Spiels Devil May Cry, das ebenfalls von Director Hideki Kamiya entwickelt wurde. Der Spieler kontrolliert eine Hexe namens Bayonetta, eine Überlebende der mittelalterlichen Hexenverfolgungen, die mit Nah- und Fernkampfattacken, komplexen Komboketten und vielen verschiedenen Waffen engelartige Gegner möglichst stilvoll beseitigt. Ihr stehen zu Beginn des Spiels vier Pistolen zur Verfügung: zwei in ihren Händen und zwei an ihren Füßen. Mit diesen wirbelt sie durch die Level und macht mit aberwitzigen Bewegungen den Gegnern den Garaus. Mit goldenen Schallplatten, die versteckt und teilweise in Einzelteilen in jedem Kapitel zu finden sind, können neue Waffen wie eine Schrotflinte, ein Katana und eine Peitsche freigeschaltet und anschließend in den verschiedensten Kombinationen an ihren Armen und Beinen platziert werden.
Spezielle Aktionen wie Exekutionen und besondere „Folterattacken“, bei denen Bayonetta viele verschiedene Geräte wie eine Kettensäge und Folterinstrumente der Inquisition wie die Eiserne Jungfrau nutzt, verursachen verheerenden Schaden beim Gegner. Die Waffen der Gegner können aufgenommen und genutzt werden, nutzen sich jedoch mit der Zeit ab und zerbrechen. Bayonettas stärkste Waffe sind ihre Haare: In kurzen Quick-Time-Events werden diese zu gigantischen Fäusten, Stiefeln oder monsterartigen Dämonen, die die Gegner traktieren und sogar verschlingen können.
Bayonetta hat auch die einzigartige jedoch limitierte Fähigkeit: mit der Witch Time die Zeit zu verlangsamen und somit den Gegnern massiven Schaden zuzufügen, ohne dass diese sich wehren können. Diese Fähigkeit wird für einen kurzen Zeitraum aktiviert, wenn sie gegnerischen Angriffen rechtzeitig ausweicht. Der Spieler kann mit einem Doppelsprung besondere Höhen erreichen, mit Rückwärtssalti ausweichen und Hintergrundobjekte und Türen zerstören. Die Kamera kann frei rotiert, Feinde markiert und Waffen während des Spielens gewechselt werden.
Mit freischaltbaren Verwandlungen kann sich Bayonetta in andere Lebewesen, wie zum Beispiel einen Panther verwandeln und so ihre Fähigkeiten für die Dauer der Verwandlung verbessern. Dauerlutscher in verschiedenen Farben können Bayonetta heilen, ihre Magie wieder auffüllen oder ihre Kraft erhöhen. Viele Feinde und Objekte hinterlassen nach ihrer Zerstörung Heiligenscheine, ähnlich den Ringen aus den Sonic-the-Hedgehog-Spielen. Diese Heiligenscheine sind die Währung des Spiels und können genutzt werden, um Gegenstände, Techniken und Waffenaufwertungen in Rodins Jazzbar, Eingang zur Hölle, zu kaufen.
Das Spiel ist in mehrere Kapitel und Verse unterteilt. Je nachdem wie gut der Spieler einen Vers beendet, erhält er für diesen eine Stein-, Bronze-, Silber-, Gold-, Platin- oder reine Platin-Medaille. Einige der Medaillen können nur erreicht werden, indem der Spieler vom normalen Spielweg abweicht und in bestimmten Arealen Herausforderungen meistert, die für das Vorankommen im Spiel und der Erzählung der Geschichte nicht erforderlich sind. Am Ende jedes Kapitels wird eine finale Punktzahl und eine Auszeichnung vergeben, die auf den in dem gesamten Kapitel erspielten Medaillen basiert. In die Berechnung fließt auch mit ein, wie viele Items verwendet wurden und wie oft der Spieler den Game-Over-Bildschirm zu sehen bekam.
Zwischen den Kapiteln kann ein Minispiel gespielt werden. In Angel Attack nutzt der Spieler an einem Spielautomaten eine begrenzte Anzahl an Kugeln, die er zuvor in den Hauptleveln gefunden hat, um Engel abzuschießen und Punkte zu verdienen. Diese Punkte können gegen Items oder Heiligenscheine eingetauscht werden.
Das Spiel ist in fünf Schwierigkeitsgraden spielbar: Sehr Leicht, Leicht, Normal, Schwer, Non-Stop Klimax. Auf Leicht und Sehr Leicht kann ein Automatic Modus zugeschaltet werden. Damit ist es möglich, das Spiel mit nur einer Hand zu spielen: Das Spiel lenkt die Figur Bayonetta, und der Spieler muss nur noch den Knopf an bestimmten Stellen drücken. Er kann natürlich trotzdem jederzeit die Kontrolle über Bayonetta übernehmen und eigene Bewegungen und Angriffe starten.

## Spielwelt
Die Welt von Bayonetta ist futuristisch und im weitesten Sinne an die reale Welt angelehnt. In ihr gibt es drei Dimensionen der Welt: Inferno, Paradiso und die menschliche Welt. Diese drei sind durch eine weitere Dimension verbunden, die nur magische Wesen betreten können: Purgatorio. Was in Purgatorio geschieht, hat Einflüsse auf jede andere Dimension.
In dieser Welt haben sich die Umbra-Hexen und die Lumen-Weisen stets um ein Gleichgewicht der Kräfte zwischen Gut und Böse bemüht. So standen die Umbra-Hexen für das Dunkel, die Lumen-Weisen für das Licht. Doch vor 500 Jahren entfachte ein Vorfall zwischen den Clans einen Krieg, der das Schicksal der Lumen-Weisen besiegelte und sie von der Bildfläche verschwinden ließ. Kurz darauf führten großangelegte Hexenverfolgungen der Bewohner Paradisos zur Auslöschung des Clans der Umbra-Hexen. So geriet die Geschichte beider Clans und deren Schätze, den Augen der Welt in Vergessenheit.

## Handlung
Zu Beginn des Spiels trifft ein Informant namens Enzo auf Bayonetta – eine Hexe, die vor zwanzig Jahren von dem Grund eines Sees auferstand und kaum Erinnerungen an ihre Vergangenheit hat. Enzo informiert sie über den möglichen Aufenthaltsort der Person, die das Rechte Auge besitzen soll. Eine Hälfte von zweien, die zusammen die Augen der Welt ergeben. Bayonetta macht sich auf die Suche nach dem Rechten Auge und hofft durch dieses ihre verlorenen Erinnerungen wiederzuerlangen. Die Spur führt in eine Stadt namens Vigrid. Dort wird Bayonetta mit Jeanne, einer anderen Umbra-Hexe, konfrontiert, die sich scheinbar auf die Seite der Engel geschlagen hat. Sie trifft außerdem auf einen jungen Mann namens Luka, dem Bayonetta den Spitznamen Cheshire gibt und der sie verfolgt, weil er glaubt, sie sei verantwortlich für den Tod seines Vaters.
Nachdem sich Bayonetta den Weg durch Vigrid gekämpft hat, trifft sie auf Fortitudo, den Kardinal der Tapferkeit. Er ist einer von vier Kardinaltugenden. Nachdem er besiegt ist, enthüllt Fortitudo, dass er nur ein Opfer für Jubileus, den Schöpfer, ist, den die Engel wiedererwecken wollen. Bayonetta findet nach der Durchquerung des Sunset Valleys Jeanne und Temperantia, die Kardinaltugend der Mäßigung. Ein Kampf zwischen beiden Umbra-Hexen entbrennt, den Bayonetta gewinnt. Jeanne kann jedoch flüchten. Bayonetta trifft auf ein verlorenes Mädchen namens Cereza, die eine Stofftierkatze namens Cheshire mit sich trägt. Zu Bayonettas Frustration glaubt das Kind, dass sie ihre Mutter ist und folgt ihr. Bayonetta verteidigt sie vor angreifenden Engeln, lässt sie aber anschließend in der Obhut von Luka, um Temperantia zu besiegen. Um die Suche nach dem Rechten Auge fortzusetzen, folgt sie Luka und Cereza auf der Route 666 um die Isla del Sol zu erreichen, sitzt jedoch schlussendlich in Paradiso fest. Nach ihrer Flucht aus Paradiso bekämpft und bezwingt sie Justitia, die Kardinaltugend der Gerechtigkeit.
Luka schlägt vor, die Isla del Sol mit Hilfe eines Valkyrie-Jets zu erreichen, der die Insel anfliegt. Sie verlieren Cereza im Jet. Bayonetta sucht sie, trifft jedoch stattdessen erneut auf Jeanne, die sie wieder in einen Kampf verwickelt. Bayonetta verlässt auch diesen siegreich. Während des Kampfes wurde der Jet jedoch von der letzten Kardinaltugend, Sapientia, Tugend der Weisheit, abgeschossen und ist im Begriff ins Meer zu stürzen. Bayonetta findet Cereza und entkommt dem abstürzenden Jet. Sie übergibt das Mädchen an Luka und greift dann Sapientia an, die nach ihrer Niederlage Bayonetta mitteilt, dass das Linke Auge, das Bayonetta bereits zu besitzen glaubt, nur ein wertloser Stein ist. Nach dem Kampf machen sich Bayonetta, Luka und Cereza in einem Helikopter auf den Weg zur Isla del Sol.
Auf der Insel angekommen werden sie erneut mit Jeanne konfrontiert, die enthüllt, dass Bayonetta das Kind einer Umbra-Hexe und eines Lumen-Weisen ist. Ein Umstand, der von beiden Clans strikt verboten war, da dies einer Sage nach Unheil über die Welt bringen würde. Jeanne erzählt ihr, dass aus diesem Grund, Bayonetta leben zu lassen, eine Gefahr für die Welt wäre, die sie nicht akzeptieren könne. Im entscheidenden Kampf erleidet Jeanne eine Niederlage und teilt Bayonetta mit, dass der Grund, dass sie das Linke Auge besitzt, sei, dass sie ihr Schicksal angenommen hat, die Welt ins Unglück zu stürzen. Bayonetta übergibt Jeanne den Edelstein, den sie immer bei sich getragen hat und kann sich plötzlich wieder erinnern. Sie lebte bereits vor 500 Jahren, ihr richtiger Name ist Cereza und Jeanne war einmal ihre Freundin. Es war Jeanne, die sie in dem See versiegelte und ihr zu ihrem Schutz den Edelstein gab. Die Wiedervereinigung der beiden Freundinnen dauert jedoch nicht lange an: Jeanne schützt Bayonetta vor einer heranrasenden Rakete und opfert sich damit für sie.
Als Bayonetta mit Luka und Cereza wieder zusammentrifft, hört Cereza plötzlich eine bekannte Stimme und behauptet, dass das ihr Vater sei, der dort spricht. Bayonetta folgt ihr und trifft Vater Balder, den letzten der Lumen-Weisen. Balder offenbart, dass er Bayonettas Vater ist und die drei Universen, Inferno, Paradiso und die menschliche Welt, vereinigen möchte, indem er Jubileus, den Schöpfer, auferstehen lässt. Um das zu erreichen, benötigt er die Augen der Welt, und eines dieser Augen ist Bayonetta selbst. Balder erklärt, dass aufgrund des Verlusts ihrer Erinnerung, Bayonetta das Linke Auge nicht erwecken konnte. Cereza, das kleine Mädchen, das ihr folgte, ist in Wirklichkeit Bayonetta selbst. Ihr jüngeres Ich gehörte zu dem Plan, sie dazu zu bringen, sich zu erinnern. Balder erzählt weiter, dass er Jeanne einer Gehirnwäsche unterzogen habe, um sie dazu zu bringen, ihm zu gehorchen, und sie als Werkzeug zu benutzen. An diesem Punkt greift Bayonetta an und besiegt ihn.
Nach dem Kampf nutzt Bayonetta ihre Fähigkeit, die Zeit zu manipulieren, und öffnet ein Zeitportal, um ihr junges Ich, Cereza, in ihre Zeit zurückzubringen. Dadurch erlangt sie all ihre Erinnerungen zurück und wird ohnmächtig. Ein scheinbar unverletzter Balder taucht wieder auf und behauptet, dass somit das Linke Auge erwacht sei. Er bringt sie auf die Spitze des Turms, auf der die Jubileusstatue steht und legt sie in das linke Auge. Er selbst nimmt den Platz des Rechten Auges ein. Der Turm bricht zusammen und enthüllt eine Rakete, die die Statue mit Bayonetta und Balder in den Weltraum schießt.
Während Bayonetta im Auge gefangen ist und Jubileus erwacht, taucht Jeanne plötzlich wieder auf. Der Edelstein, den Bayonetta ihr gab, hat die Gehirnwäsche Balders gelöst und sie konnte sich vor den einschlagenden Geschossen schützen. Sie zieht Bayonetta aus dem Auge der Statue. Jubileus erwacht und konsumiert Balder. Bayonetta und Jeanne können die Gottheit in einem ultimativen Kampf besiegen, zum Teil, da Jubileus ohne Bayonetta als Linkes Auge nicht über die Macht des Infernos besaß und nicht zu voller Stärke erwacht war. Der Epilog zeigt die beiden Umbra-Hexen im Kampf mit Engeln.

## Entwicklung
Platinum Games begann 2007 unter der Leitung von Hideki Kamiya mit der Entwicklung von Bayonetta. Sie entwickelten die Xbox-360-Version, während Nex Entertainment, mit Platinum Games' Unterstützung und mit den original Spieledaten, den Titel für die PlayStation 3 portierte. Der japanische Spielepublisher Sega übernahm den Vertrieb beider Versionen. Mari Shimazaki erschuf die Spielecharaktere und Hiroshi Yamaguchi komponierte den Soundtrack.
Die Wii-U-Fassung verfügt über besondere Kostüme für Bayonetta aus Nintendo-Franchises, darunter aus Super Mario, The Legend of Zelda und Metroid. Das Spiel unterstützt Touchscreen-Steuerung und Off-TV-Play, was durch das Wii U GamePad ermöglicht wird. Des Weiteren kann der Spieler zwischen der englischen und der original japanischen Sprachausgabe wählen. Die Portierung erschien zusammen mit Bayonetta 2 im Oktober 2014.

## Vermarktung
Sega startete in Zusammenarbeit mit dem Herrenmagazin Maxim einen Wettbewerb, bei dem eine Frau gesucht wurde, die Bayonetta möglichst ähnlich sieht. Es gewann Andrea Bonaccorso. Neben der normalen Version des Spiels erschien in England, Frankreich, Spanien und Australien auch eine 'Climax Edition'. Diese enthielt neben dem Spiel den Soundtrack 'Rodin’s Selection' und ein Artbook. In Australien und den meisten europäischen Territorien lag auch ein Replikat der „Scarborough Fair“, einer von Bayonetta im Spiel genutzten Waffe, bei. Die japanische Pop-Sängerin MiChi sang das Lied „Something Missing“, welches für einen Bayonetta-Werbespot geschrieben und auf der offiziellen Website des Spiels veröffentlicht wurde. Am 4. November 2009 erschien in Japan der offizielle Soundtrack zum Spiel, der aus fünf CDs mit 150 Liedern bestand. Am 22. Oktober 2009 wurde das Buch Bayonetta: Witch of Vigrid in Japan veröffentlicht. Es enthält Illustrationen des Hauptcharakters und „Interviews“ mit ihr.

## Rezeption
Die Computerspielpresse nahm das Spiel positiv auf, wobei die PlayStation-3-Version als weniger ausgereift angesehen wurde; die Vorteile der Xbox-Version liegen laut Matt Leone der Website 1up.com in einer klareren Grafikdarstellung, einer weicheren Bewegung und einer kürzeren Ladezeit. So vergab auch 4Players für die Xbox-360-Version mit 93 Prozent einen seltenen Platin-Award, die PlayStation-3-Version erhielt aber immer noch 89 Prozent. Gelobt werden hier die „visuelle Kreativität“ und „atemlose Action“. Tatsächlich wurde nur die Xbox-360-Version von Platinum Games selbst entwickelt, die PlayStation-3-Version stellt lediglich eine Portierung der Xbox-360-Version dar, welche von einem Sega-internen Entwicklungsstudio vorgenommen wurde. Im Nachhinein betrachtete man bei Platinum Games die misslungene Portierung als einen großen Fehler. Das japanische Magazin Famitsu sowie das englische Magazin Edge verliehen jeweils eine ihrer seltenen Höchstwertungen.

## Nachfolger

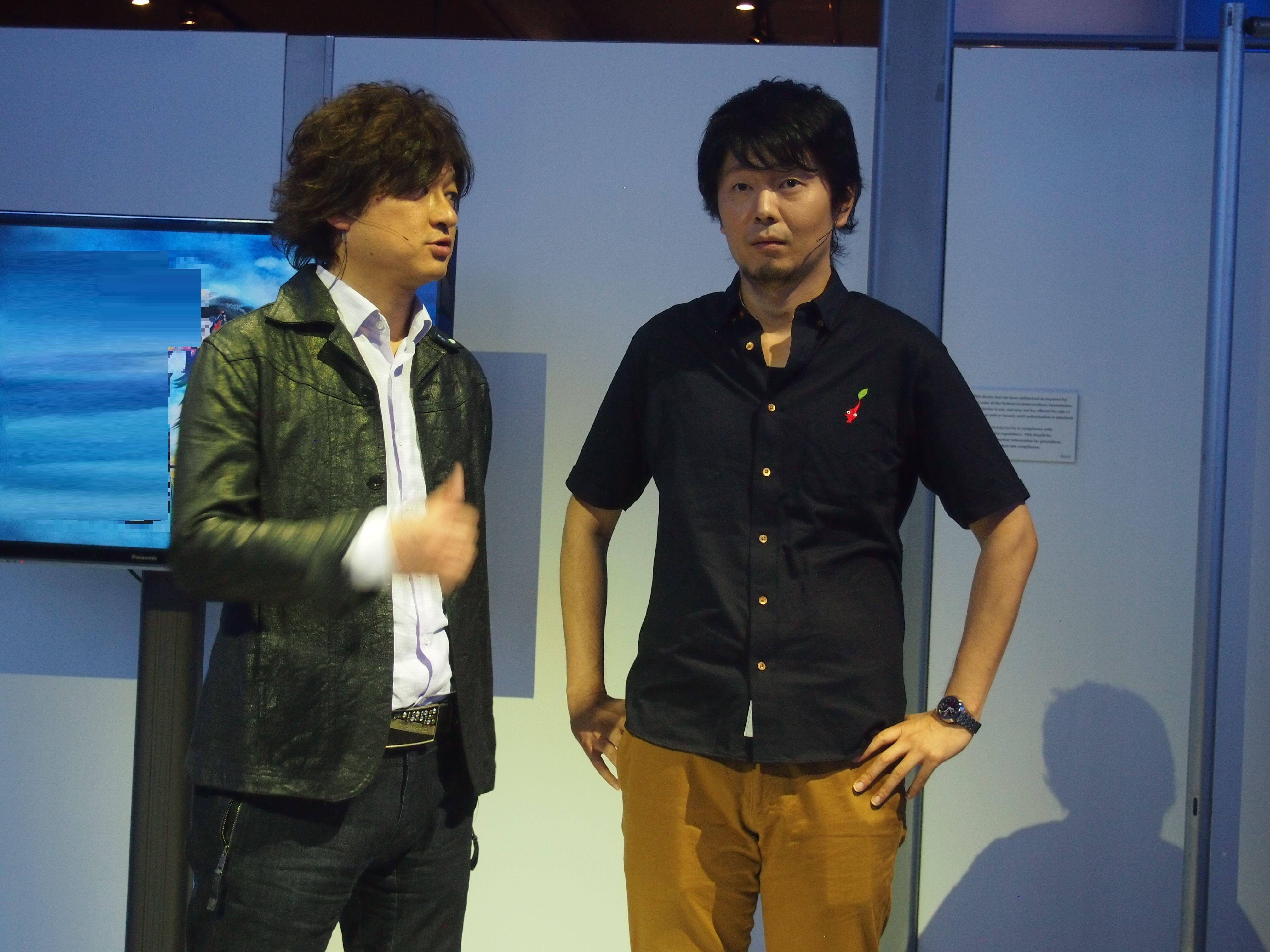
Atsushi Inaba (Produzent, links) und Yusuke Hashimoto (Director, rechts) auf der E3 2013

Auf einer Konferenz am 13. September 2012 kündigte Nintendo einen Nachfolger an. Bayonetta 2 wurde von Platinum Games entwickelt, Nintendo übernahm dabei die Veröffentlichung. Der Platinum-Games-Präsident Atsushi Inaba fungierte als Produzent, Yusuke Hashimoto als Director und der Seriengründer Hideki Kamiya als Supervisor. Auf der E3 2013 wurde Bayonetta 2 erstmals mit Videomaterial vorgestellt und war für Messebesucher anspielbar. Das Spiel erschien im Oktober 2014 exklusiv für die Wii U. Seit Februar 2018 sind jedoch beide Titel auch als Remaster für die Nintendo Switch verfügbar.
Am 8. Dezember 2017 wurde während den Game Awards 2017 ein weiterer Nachfolger als „Bayonetta 3“ exklusiv für Nintendo Switch angekündigt und am 28. Oktober 2022 veröffentlicht.

## Spielfilm
Am 23. November 2013 wurde zum Videospiel ein Animefilm in den japanischen Kinos veröffentlicht. Ab dem 28. November 2014 wurde es mit der Altersfreigabe „ab 16 Jahren“ in Deutschland vermarktet.